# DGB-Bildungswerk NRW
Das DGB-Bildungswerk NRW e.V. ist mit rd. 2.500 Bildungsveranstaltungen und ca. 45.000  Teilnehmenden jährlich der größte Anbieter politischer Bildung in Nordrhein-Westfalen. Die Einrichtung mit Sitz in Düsseldorf entstand im Jahr 1989 aus der Abteilung Bildung des DGB-Bezirks Nordrhein-Westfalen und bot zunächst ausschließlich Seminare nach dem Arbeitnehmerweiterbildungsgesetz NRW (auch bekannt als Bildungsurlaub) an. Das DGB-Bildungswerk NRW bietet heute in enger Kooperation mit den DGB-Gewerkschaften in NRW arbeitsweltorientierte Seminare, Studienseminare und Seminare für Betriebsräte, Personalräte, Mitarbeitervertretungen, Vertrauensleute der Schwerbehinderten, Jugend- und Auszubildendenvertretungen sowie andere Interessenvertretungen an. Rund 2000 größtenteils ehrenamtliche Fachleute aus unterschiedlichen Gebieten sind als Referenten für das Bildungswerk tätig. Hauptamtliche pädagogische Mitarbeitende entwickeln die Programme, organisieren die Seminare und erarbeiten mit den Referenten die Inhalte. Unterstützt werden diese von Verwaltungsangestellten, die vor allem mit der Bearbeitung von Anmeldungen und der Rechnungsstellung beschäftigt sind.

## Vorstand
Der Vorstand des DGB-Bildungswerkes NRW e.V. besteht aus Anja Weber (Vorsitzende, DGB-Vorsitzende NRW), Elin Dera (stellvertretende Vorsitzende, Bezirksleitung IG Metall NRW), Elke Hülsmann (Geschäftsführerin), Birgit Sperner (stellvertretende Landesleiterin ver.di NRW), Andreas Jansen (IG BCE-Landesbezirk Nordrhein).

## Mitglieder
Das DGB-Bildungswerk NRW ist ein eingetragener Verein.
Mitglieder sind:
Die nordrhein-westfälischen Untergliederungen des Deutschen Gewerkschaftsbundes (DGB), der Gewerkschaft der Polizei (GdP), der Gewerkschaft Erziehung und Wissenschaft (GEW), der Gewerkschaft Nahrung-Genuss-Gaststätten (NGG), der Industriegewerkschaft Bauen – Agrar – Umwelt (IG BAU), der Industriegewerkschaft Bergbau, Chemie und Energie (IG BCE), der Industriegewerkschaft Metall (IG Metall), der Eisenbahn- und Verkehrsgewerkschaft und der Vereinten Dienstleistungsgewerkschaft (ver.di).
Die Mitgliederversammlung tritt in der Regel einmal im Jahr zusammen.

## Zentrale in Düsseldorf
Das DGB-Bildungswerk NRW e.V. hat seinen Sitz in Düsseldorf in der Bismarckstraße in unmittelbarer Nähe des DGB-Bezirks NRW. Hier sind rd. 70 Mitarbeitende beschäftigt. Seit 2004 ist das DGB-Bildungswerk NRW e.V. auch Ausbildungsbetrieb. Die Zentrale befasst sich mit der Planung und Durchführung von Seminaren für Betriebs- und Personalräte, Mitarbeitervertretungen, Schwerbehindertenvertretungen und Jugend- und Auszubildendenvertretungen sowie mit politischer Weiterbildung für interessierte Arbeitnehmer. Ein Großteil der Seminare wird in enger Zusammenarbeit und Kooperation mit gewerkschaftlichen Partnern durchgeführt. Vor allem mit Geschäftsstellen der IG Metall NRW, Untergliederungen von ver.di NRW und den IG BAU Regionen Rheinland und Westfalen. Zudem werden Studienseminare im Ausland auf Grundlage des Arbeitnehmerweiterbildungsgesetzes (AWbG) angeboten.
Die Seminare und Tagungen werden in unterschiedlichen Tagungshäusern durchgeführt.

## Arbeitnehmerweiterbildungsgesetz (Bildungsurlaub)
Das Bildungswerk führt neben Schulungen für Betriebs- und Personalräte auch Seminare im Rahmen des Arbeitnehmerweiterbildungsgesetzes NRW "(Bildungsurlaub)" durch, u. a. politisch bildende Studienseminare im Ausland.

## EFQM (European Foundation for Quality Management)
Das DGB-Bildungswerk NRW e.V. ist Mitglied der EFQM. Die European Foundation for Quality Management (EFQM) ist eine nicht gewinnorientierte Mitgliederorganisation mit Sitz in Brüssel. Sie hat das EFQM-Modell als Qualitätsmanagementsystem des Total Quality Management entwickelt. Es wird als Werkzeug genutzt, um auf Grundlage von Selbstbewertungen Stärken und Potenziale zu ermitteln, anzuregen und zu verbessern.